# Gustaf Douglas
Gustaf Archibald Siegwart Douglas, född 3 mars 1938 i Stockholm, död 3 maj 2023 i Östra Ryd, Österåkers kommun, Stockholms län, var en svensk greve och finansman, ägare till Rydboholms slott i Östra Ryds socken, Uppland, och Stjärnorps slott i Stjärnorps socken i Linköpings kommun i Östergötland.

## Utbildning
Gustaf Douglas gick på internatskolan Sigtuna, studerade vid Handelshögskolan i Stockholm 1956–1962 och avlade MBA-examen vid Harvard Business School i USA 1964. Han var ordförande för föreningen Högerstudenterna i Stockholm 1960–1961.

## Karriär
Gustaf Douglas var konsult hos Bohlin & Strömberg 1964–1968 och därefter administrativ chef för TV2 1968–1971. Han återvände som VD till Bohlin & Strömberg 1971–1972 och var ordförande för Aktiespararna 1971–1973. Gustaf Douglas var VD för Dagens Nyheter-koncernen 1973–1980. Han var ägare i Latour, Securitas, Internationella Engelska Skolan och Assa Abloy.
Douglas var under åren 2002–2015 ledamot av Moderaternas partistyrelse.
Han var från 2007 fram till sin död ledamot av Kungliga Ingenjörsvetenskapsakademien.

## Tillgångar
Enligt Bloombergs Billionaires Index var Douglas i augusti 2020 världens 146:e rikaste person, med en förmögenhet på 12,5 miljarder dollar, vilket också gjorde honom till en av Sveriges rikaste personer.
Han innehade 42 procent av familjens ägarföretag Wasatornet, som är största ägare i det blandade investmentbolaget Latour, vars innehav bland annat omfattar betydande poster i Assa Abloy och Securitas samt en industrirörelse med bland andra de helägda företagen Hultafors Group och Swegon.

## Övrigt
Gustaf Douglas var sedan maj 2013 ägare av ett av världens dyraste och mest berömda frimärken, det svenska gula tre skilling banco-frimärket.

## Familj
Gustaf Douglas är son till greve Carl Douglas (1908–1961) och Ottora Maria Haas-Heye (1910–2001), barnbarn till furst Philipp av Eulenburg. 
Gustaf Douglas syster Rosita var 1972–2008 gift med John Spencer-Churchill, 11:e hertig av Marlborough. En annan syster, Elizabeth Christina, är gift med hertig Max Emanel Ludwig Maria i Bayern, bayersk och brittisk tronpretendent. 
Gustaf Douglas var vid sin död gift med Elisabeth von Essen. De har sönerna Carl och Eric Douglas.

## Utmärkelser
- Strandellmedaljen 2014[9]